# U-Bahnhof Gleisdreieck

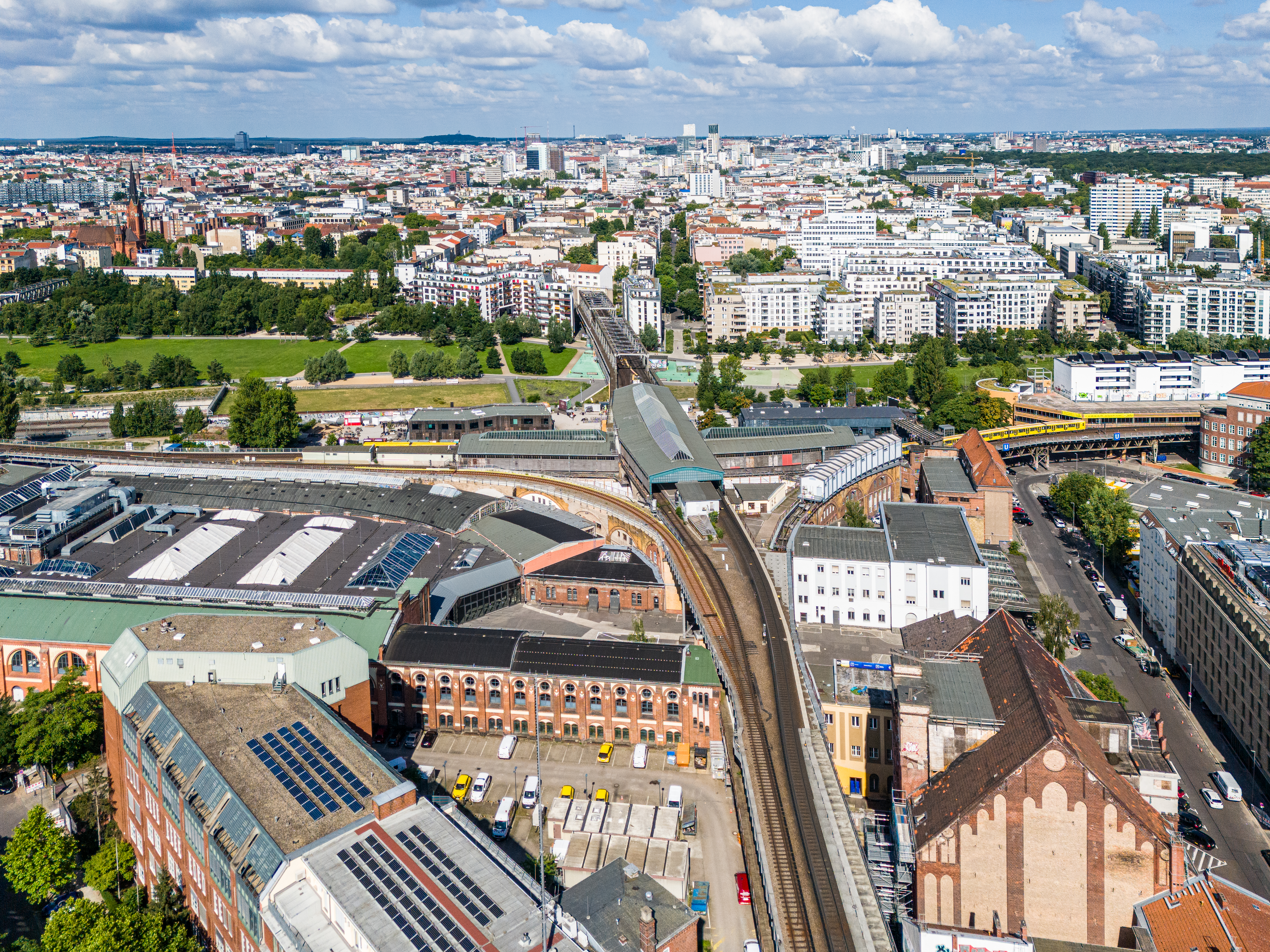
Luftbild des U-Bahnhofs Gleisdreieck Blickrichtung Westen

Der U-Bahnhof Gleisdreieck ist ein oberirdischer U-Bahnhof im Berliner Ortsteil Kreuzberg des Bezirks Friedrichshain-Kreuzberg, an dem die Linien U1 und U3 die darunter hindurchführende Linie U2 kreuzen.

## Anlage
Der U-Bahnhof Gleisdreieck ist ein Turmbahnhof. Der untere Bahnsteig der Linie U2 ist 103 Meter lang und liegt zehn Meter über der Straße. Der obere Bahnsteig der Linien U1 und U3 ist 110 Meter lang und wird teilweise von einer 81 Meter langen Bahnhofshalle überdacht. Er liegt 15 Meter über der Straße. Beide Bahnsteige sind durch einen Aufzug verbunden, ein weiterer Aufzug führt vom Bahnsteig der U2 zur Straße, sodass der Bahnhof barrierefrei ist.
Westlich befindet sich das mittlerweile zum Park am Gleisdreieck umgestaltete Areal des ehemaligen Potsdamer Bahnhofs, das vom Fernbahntunnel unterquert wird.

## Geschichte
Früher stand an diesem Ort der 1875 gebaute Dresdener Bahnhof. Er wurde 1882 geschlossen und sukzessive abgebaut. Auf der freien Fläche wurde dann das Gleisdreieck errichtet.
Schon lange hat der Bahnhofsname Gleisdreieck nichts mehr mit seiner namensgebenden Form und Funktion zu tun. Bis 1912 verkehrten die abzweigenden Züge dort zwar tatsächlich in einem Gleisdreieck; doch schon 1907 gab es Pläne für einen Kreuzungsbahnhof an dieser Stelle, die aber zunächst nicht verwirklicht wurden.

### Unfälle: Anlass für den Bau

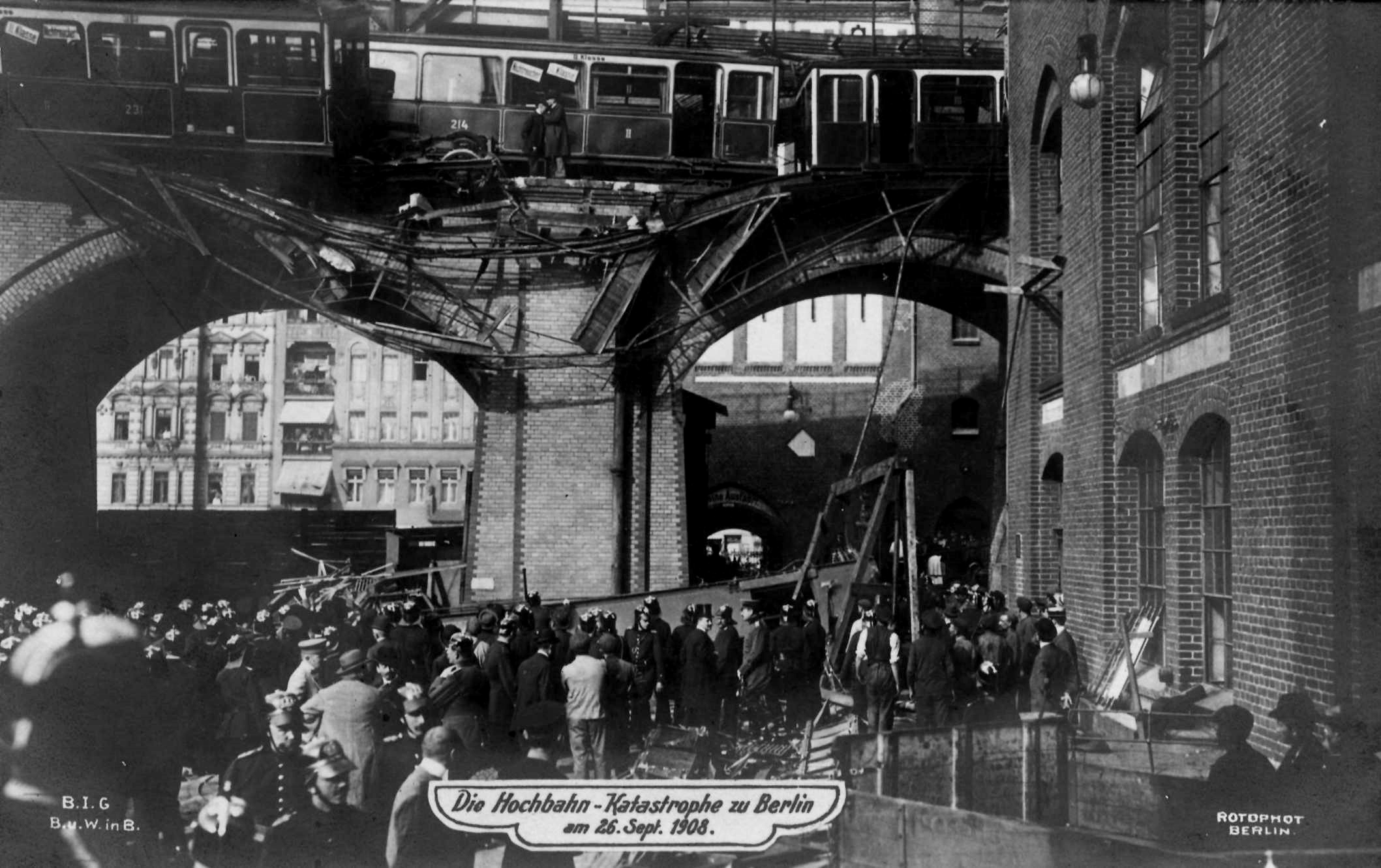
Unfall am Gleisdreieck am 26. September 1908

Am 26. September 1908 fuhren zwei Züge gegenläufig – einer vom Leipziger Platz, der andere von der Bülowstraße kommend – auf das Gleisdreieck zu. Beide bogen am Gleisdreieck gleichzeitig in Richtung Möckernbrücke ab, wobei der vom Leipziger Platz kommende Zug das auf „Halt“ stehende Signal überfuhr.
Es kam zu einer Flankenfahrt. Der erste Wagen des angefahrenen Zuges stürzte aus acht Metern Höhe auf den darunterliegenden Platz. 16 Menschen starben noch am selben Tag, 18 weitere wurden zum Teil schwer verletzt und 2 weitere Personen verstarben in den folgenden Tagen. Der Triebfahrzeugführer, der das Signal missachtet hatte, wurde nach seinem Geständnis zu einer Gefängnisstrafe von einem Jahr und neun Monaten verurteilt.
Nach einem weiteren – ähnlichen, jedoch weniger folgenschweren – Unfall am 17. Mai 1911 wurde ab Sommer 1912 die Gleisverzweigung aufgehoben und ein neuer Bahnhof geplant, in dem die Züge übereinander kreuzten. Die Entwürfe stammten von Sepp Kaiser.

### Bau

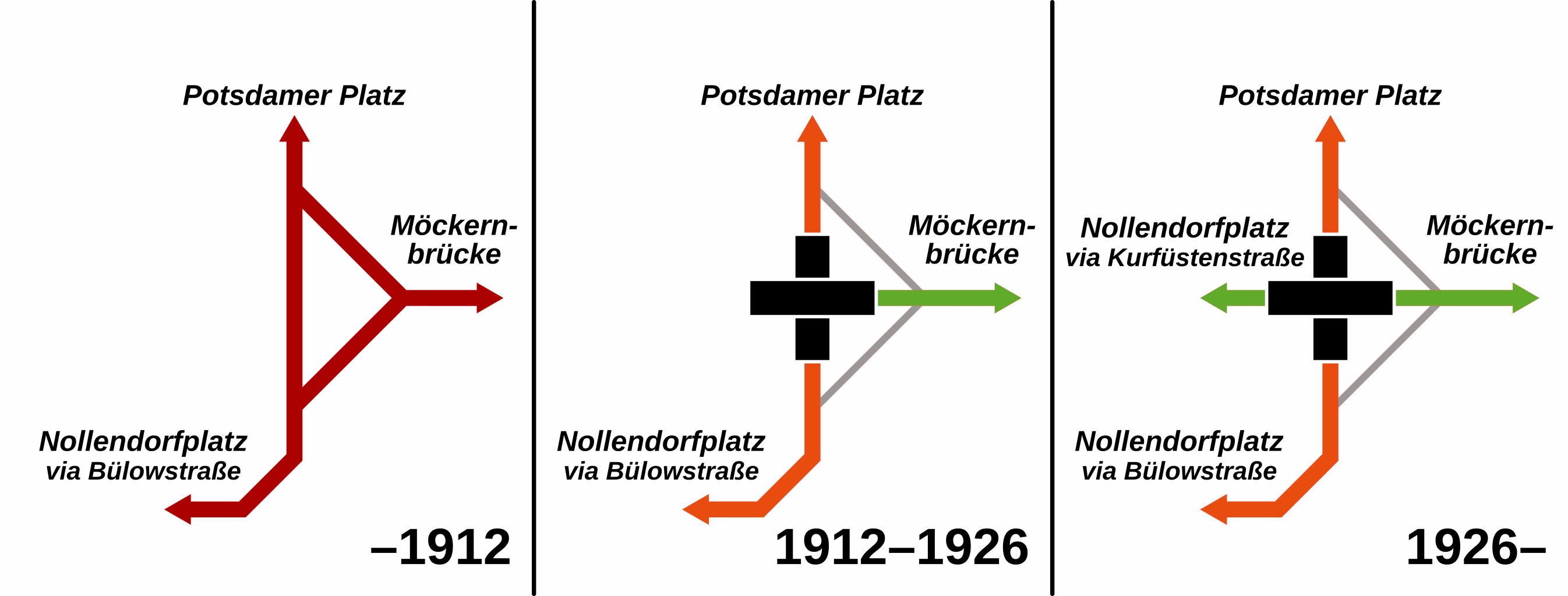
Streckenschema am Gleisdreieck bis und ab 1912 und ab 1926

Der Bahnhof Gleisdreieck wurde 1912/1913 in Hochlage zwischen den Gleisführungen der Anhalter, Dresdener, Stamm- und Wannseebahn errichtet.
Der zunächst erbaute untere Bahnsteig ist breit angelegt, sodass der vorläufig notwendige Umsteigeverkehr bewältigt werden konnte. Die heutige Form als Turmbahnhof mit den zwei Strecken in einer Spange zum Nollendorfplatz und dem oberen Bahnsteig existiert seit der Inbetriebnahme der Entlastungsstrecke im Jahr 1926, die heute von den Linien U1 und U3 befahren wird.

### In der geteilten Stadt

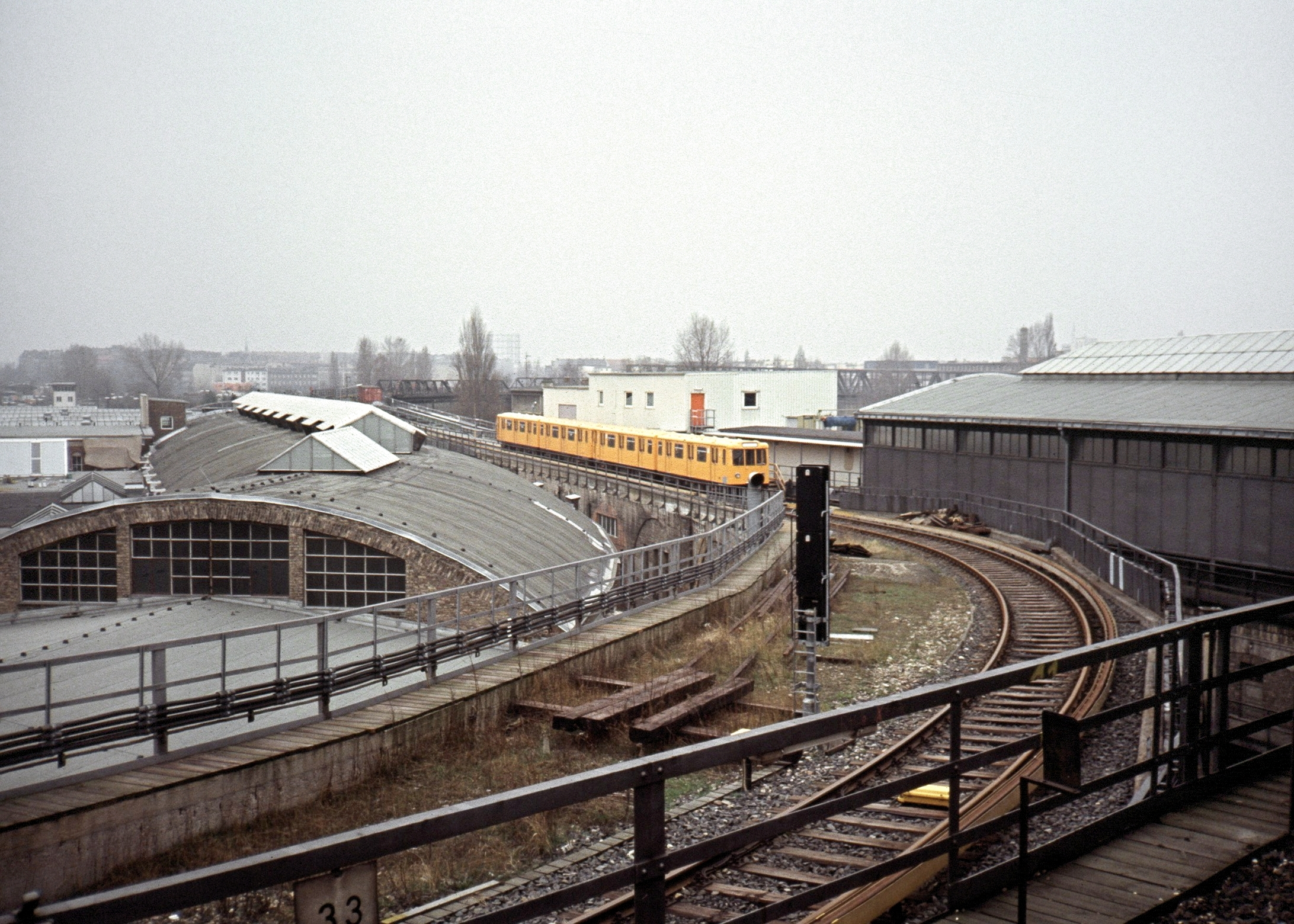
Verbindungsgleis zwischen beiden Strecken (1988, zwischenzeitlich abgebaut), im Hintergrund der Betriebsbahnhof Gleisdreieck der M-Bahn

Am Gleisdreieck endete nach dem Mauerbau am 13. August 1961 die Linie A (ab 1966: Linie 2), für die bereits Anfang der 1950er Jahre Wendeanlagen befestigt wurden. Da dieser Betrieb ohne Weiterfahrt in den Bezirk Mitte nicht mehr wirtschaftlich war, endeten die Züge ab 1. Januar 1972 am Wittenbergplatz (ab 1984: U2). Die Linie B bediente jedoch weiterhin die Station Gleisdreieck (ab 1966: Linie 1, ab 1984: U1) und hielt am oberen Bahnsteig, zu dem die Fahrgäste über den Durchgang des ruhenden unteren Bahnsteigs kamen.
Von 1977 bis 1979 wurde am Gleisdreieck das Zugbeeinflussungssystem SelTrac erprobt. Zwischen 1984 und 1991 war der untere Bahnsteig ein Endbahnhof der Magnetbahn M-Bahn, die von hier zum Bahnhof Kemperplatz verkehrte. Zu diesem Zweck wurde die westliche Bahnsteigkante mit automatischen Bahnsteigtüren versehen. Nach dem Mauerfall wurde die M-Bahn zugunsten der Wiederinbetriebnahme der U-Bahn abgebaut. Deren Wiederaufbau nahm zwei Jahre in Anspruch, sodass die U-Bahn-Linie U2 am 13. November 1993 wieder durchgehend von Ruhleben über Gleisdreieck nach Vinetastraße verkehren konnte.

### Nach der Wiedervereinigung
Seit 2006 ist der Fernbahntunnel, dessen Südportal sich westlich parallel zum Bahnsteig der U2 befindet und bis zum Potsdamer Platz deren Verlauf folgt, in Betrieb.
Um den in die Jahre gekommenen Bahnhof zu erneuern, begannen die Berliner Verkehrsbetriebe im Jahr 2009 mit einer umfassenden Sanierung der Gleise, der Bahnsteige und der Zugänge sowie der Dachflächen des Bahnhofsgebäudes. Insgesamt sollen sich die Kosten auf rund zwölf Millionen Euro belaufen, im September 2012 sollte die Sanierung abgeschlossen sein. Im Rahmen dieser Bauarbeiten erhielt der Bahnhof zwei Aufzüge, sodass eine Benutzung des Bahnhofs barrierefrei möglich ist. Der erste Aufzug ging am 30. September 2010 in Betrieb, der zweite folgte am 19. April 2012. In der zweiten Jahreshälfte 2022 wurde das südliche Verbindungsgleis zwischen den Strecken der U1/U3 und der U2 wiedererrichtet.

### Zukunft
Die sich auf der U1/U3-Ebene westlich an den Bahnhof anschließende, rund 200 Meter lange und denkmalgeschützte Stahlbrücke soll aufgrund ihres Alters ab 2023 durch einen Neubau ersetzt werden. Zunächst wurde im Juni 2017 ein Gerüst unter der Brücke montiert, um diese häufiger inspizieren zu können. Sie trägt neben den beiden Streckengleisen mittig ein Kehrgleis. Als Kehranlage ist die Brücke bereits seit 1912 in Betrieb, die Inbetriebnahme der Streckengleise folgte am 24. Oktober 1926.
Mit dem Bau der S-Bahn-Linie S21 ist zukünftig eine Umsteigemöglichkeit zur S-Bahn geplant. Der S-Bahnhof soll parallel zum Bahnsteig der U2 angeordnet werden.

## Park am  Gleisdreieck

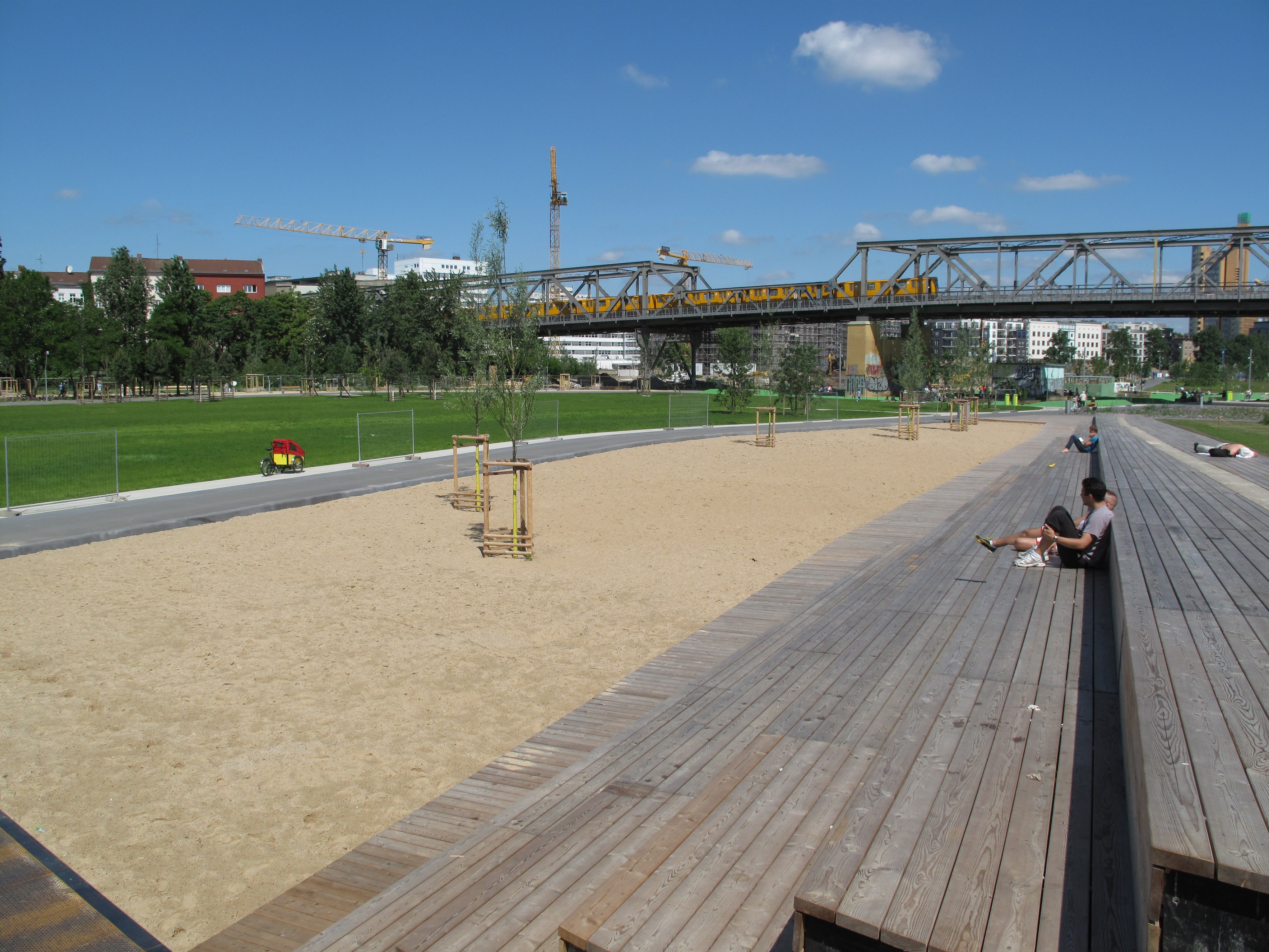
„Strand“: Liegewiese und Sitztribüne mit dem Viadukt der U1/U3

Unter dem Begriff Gleisdreieck wird mittlerweile auch ein 60 Hektar großes Berliner Projektentwicklungsgebiet auf den ehemaligen Güterbahnhöfen des Potsdamer und Anhalter Bahnhofs verstanden. Auf Teilflächen entstand hier zwischen 2011 und 2014 der Park am Gleisdreieck.
Kunst am Bau
Im Rahmen der Stadtrauminstallation Goldener Schnitt durch Berlin vergoldete das Künstlerduo p.t.t.red 1988 zwei Stahlträger der sich gegenüberliegenden Hochbahntrassen der U1/U3 (denkmalgeschützte Stahlbrücke westlich vom Bahnhof) und der U2. Nach der Sanierung der Hochbahntrassen 1992/93 wurden die beiden weit sichtbaren Vergoldungen über dem Gebiet des heutigen Westparks am Gleisdreieck erneuert und so wieder ins System des Goldenen Schnitts durch Berlin integriert.

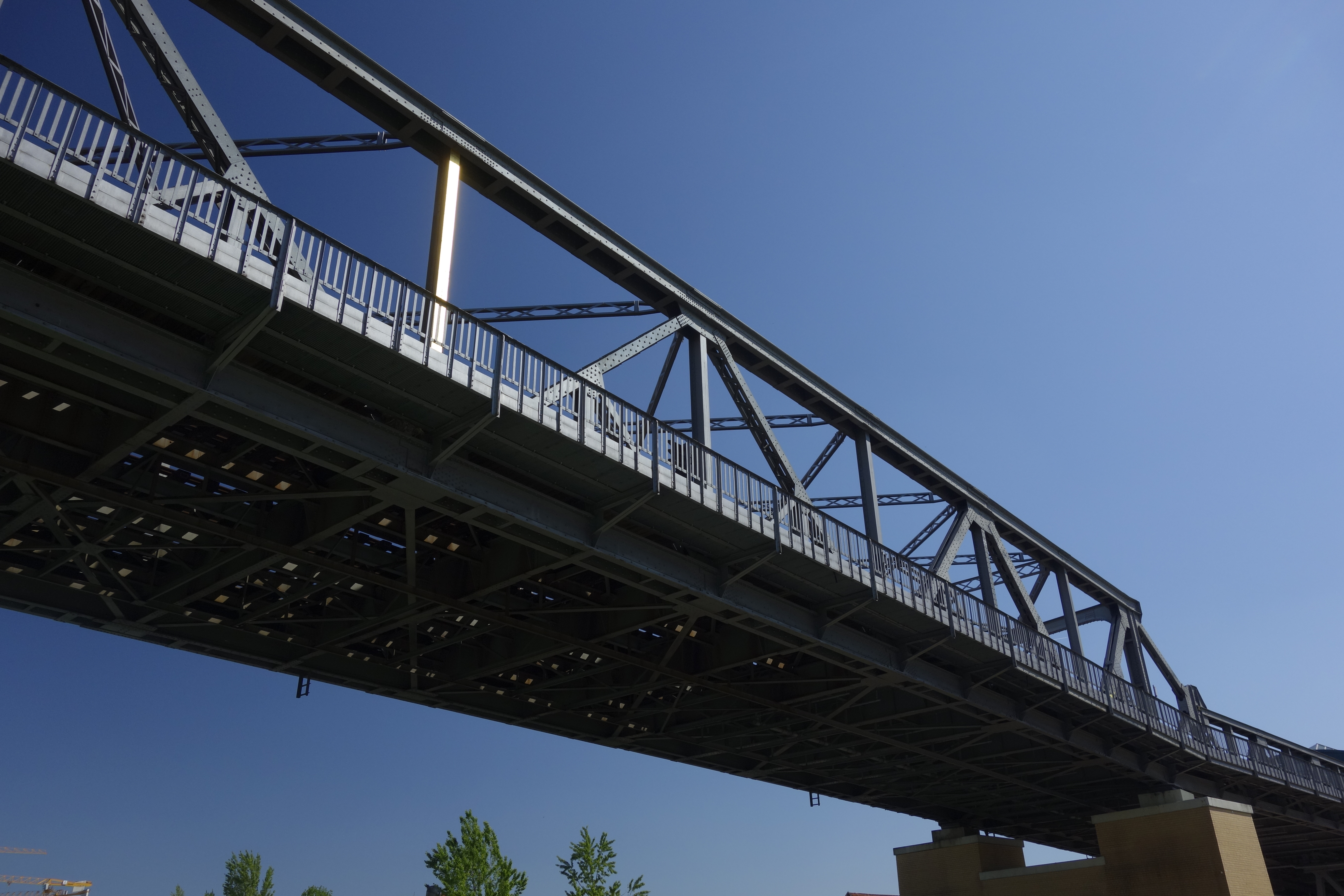
Hochbahntrasse der U1/U3 westlich des U-Bahnhofs Gleisdreieck
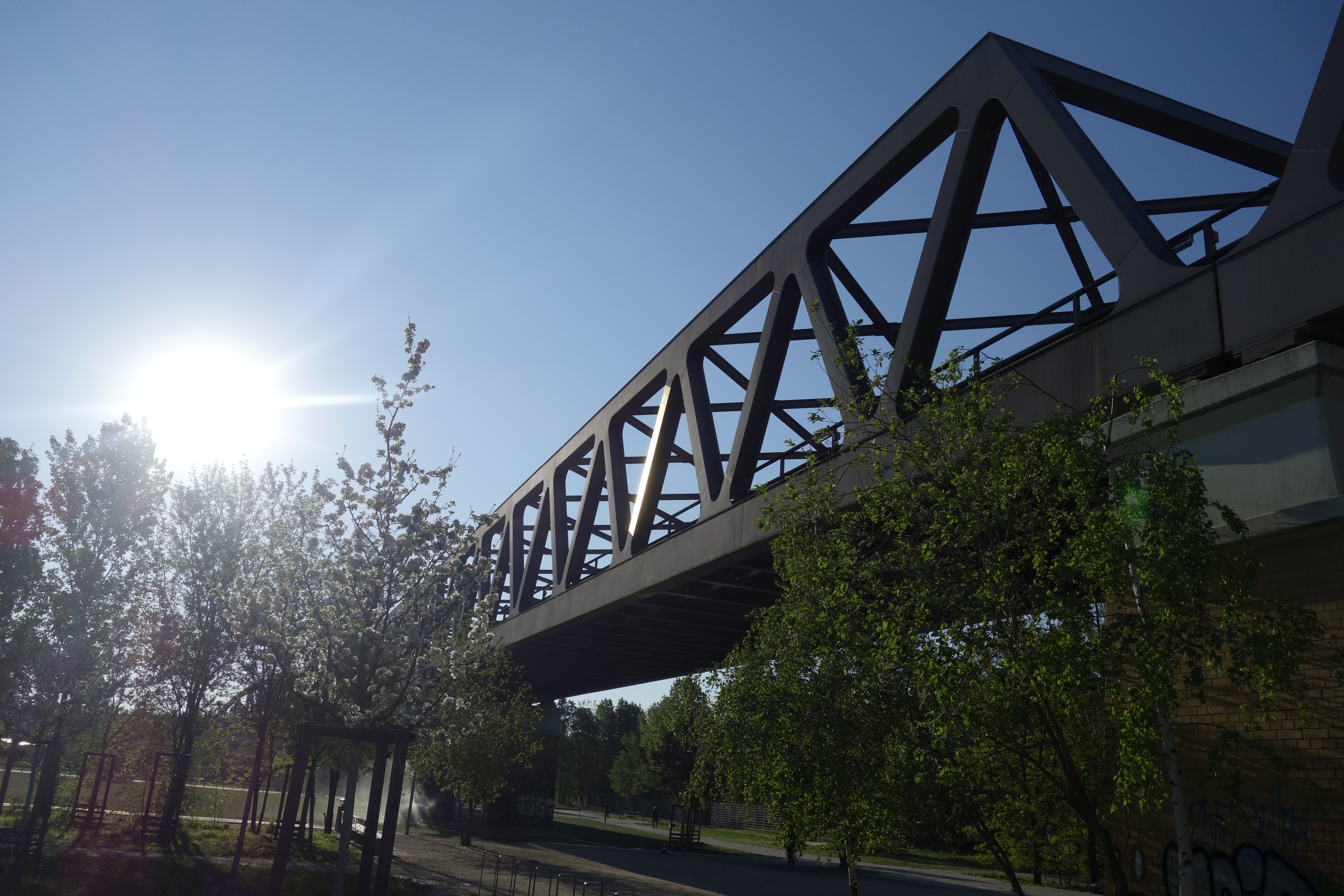
Hochbahntrasse der U2 in Richtung Bülowbogen

## Film und Fernsehen
- Im Umfeld des Hochbahnhofs spielt der deutsche FDF-Spielfilm Gleisdreieck (1936/1937).[13]
- Das Brot der frühen Jahre, 1961.
- In der ARD-Fernsehserie Praxis Bülowbogen gab es einen Obdachlosen, der „Gleisdreieck“ genannt wurde (gespielt von Klaus Schwarzkopf). Dieser Spitzname bezog sich auf den Lieblingsaufenthaltsort des Obdachlosen, das Gelände des Berliner Gleisdreiecks.
- In dem Spielfilm Emil und die Detektive aus dem Jahr 2001 spielt eine Szene auf dem Bahnsteig des U-Bahnhofs. Der Bahnhof ist zu identifizieren, weil ein Schild mit dem Stationsnamen kurz von der Kamera erfasst wird.
- Der Videoclip zu Udo Lindenbergs Lied Sonderzug nach Pankow entstand auf dem oberen Bahnsteig des U-Bahnhofs Gleisdreieck.[14]

## Anbindung
| Linie | Verlauf |
| ----- | --- |
|       | Uhlandstraße – Kurfürstendamm – Wittenbergplatz – Nollendorfplatz – Kurfürstenstraße – Gleisdreieck – Möckernbrücke – Hallesches Tor – Prinzenstraße – Kottbusser Tor – Görlitzer Bahnhof – Schlesisches Tor – Warschauer Straße |
|       | Pankow – Vinetastraße – Schönhauser Allee – Eberswalder Straße – Senefelderplatz – Rosa-Luxemburg-Platz – Alexanderplatz – Klosterstraße – Märkisches Museum – Spittelmarkt – Hausvogteiplatz – Stadtmitte – Mohrenstraße – Potsdamer Platz – Mendelssohn-Bartholdy-Park – Gleisdreieck – Bülowstraße – Nollendorfplatz – Wittenbergplatz – Zoologischer Garten – Ernst-Reuter-Platz – Deutsche Oper – Bismarckstraße – Sophie-Charlotte-Platz – Kaiserdamm – Theodor-Heuss-Platz – Neu-Westend – Olympia-Stadion – Ruhleben |
|       | Warschauer Straße – Schlesisches Tor – Görlitzer Bahnhof – Kottbusser Tor – Prinzenstraße – Hallesches Tor – Möckernbrücke – Gleisdreieck – Kurfürstenstraße – Nollendorfplatz – Wittenbergplatz – Augsburger Straße – Spichernstraße – Hohenzollernplatz – Fehrbelliner Platz – Heidelberger Platz – Rüdesheimer Platz – Breitenbachplatz – Podbielskiallee – Dahlem-Dorf – Freie Universität (Thielplatz) – Oskar-Helene-Heim – Onkel Toms Hütte – Krumme Lanke                                                            |

Der U-Bahnhof wird ausschließlich von den Linien U1/U3 und U2 bedient; eine direkte Umsteigemöglichkeit zu anderen Linien des Berliner Nahverkehrs besteht nicht. Die nächsten Bushaltestellen befinden sich in der Schöneberger Straße am Landwehrkanal.